# كرة القدم في ألعاب البحر الأبيض المتوسط 1955
كانت دورة ألعاب البحر الأبيض المتوسط لكرة القدم 1955 النسخة الثانية من بطولة كرة القدم في ألعاب البحر الأبيض المتوسط. أقيمت بطولة كرة القدم في برشلونة بإسبانيا بين 15 و25 يوليو 1955 كجزء من ألعاب البحر الأبيض المتوسط 1955.

## المُنتخبات المشاركة
شاركت المُنتخبات التالية في البطولة:
| الاتحاد | المُنتخب                           |
| ------- | --------------------------------- |
| أفريقيا | مصر                               |
| آسيا    | سوريا                             |
| أوروبا  | فرنسا للهواة إسبانيا ب (المُستضيف) |

## الأماكن
| المدينة | الملعب                      | السعة |
| ------- | --------------------------- | ----- |
| برشلونة | ملعب كامب دي ليس كورتس      | 60000 |
| برشلونة | ملعب لويس كومبانيس الأولمبي | 55000 |

## المباريات
جميع المباريات بالتوقيت المحلي: توقيت وسط أوروبا (ت ع م+01:00)
| مصر                                  | 6 – 2 | فرنسا للهواة |
| ------------------------------------ | ----- | ------------ |
| التابعي · مكاوي ‏ · بهيج · عبد الفتاح |       | هدف · هدف    |

| إسبانيا         | 3 – 0 | سوريا |
| --------------- | ----- | ----- |
| هدف · هدف · هدف |       |       |

| إسبانيا | 1 – 1 | مصر      |
| ------- | ----- | -------- |
| فيلتشيس |       | بهيج 70' |

| فرنسا للهواة          | 4 – 0 | سوريا |
| --------------------- | ----- | ----- |
| هدف · هدف · هدف · هدف |       |       |

| إسبانيا   | 2 – 1 | فرنسا للهواة |
| --------- | ----- | ------------ |
| هدف · هدف |       | هدف          |

| مصر                               | 3 – 0 | سوريا |
| --------------------------------- | ----- | ----- |
| التابعي 17'، 25' · عبد الفتاح 84' |       |       |

### الترتيب النهائي
| الرتبة | المُنتخب      | لعب | ف | ت | خ | أ.له | أ.ع | أ.ف | نقاط |
| ------ | ------------ | --- | - | - | - | ---- | --- | --- | ---- |
| 1      | مصر          | 3   | 2 | 1 | 0 | 10   | 3   | +7  | 5    |
| 2      | إسبانيا ب    | 3   | 2 | 1 | 0 | 6    | 2   | +4  | 5    |
| 3      | فرنسا للهواة | 3   | 1 | 0 | 2 | 7    | 8   | –1  | 2    |
| 4      | سوريا        | 3   | 0 | 0 | 3 | 0    | 10  | –10 | 0    |

## البطل
| ألعاب البحر الأبيض المتوسط 1955 |
| ------------------------------- |
| · مصر · للمرة الأولى            |